# Fancy
Manfred Alois Segieth, mer känd under artistnamnet Fancy, född 7 juli 1946 i München, är en tysk sångare, låtskrivare, musiker och skivproducent. Som producent har han mestadels verkat under artistnamnet Tess.
Fancy slog igenom 1984 med den egenproducerade låtem "Slice Me Nice". Låten nådde andra plats på Trackslistan och fanns med på debutalbumet Get Your Kicks från 1985. Flera andra låtar, till exempel "Chinese Eyes", "Bolero" och "Lady of Ice" nådde höga listplaceringar. Fancy har därefter producerat musik för sig själv såväl som för andra artister.

## Diskografi
Studioalbum
- 1985 – Get Your Kicks
- 1986 – Contact
- 1988 – Flames of Love
- 1989 – All My Loving
- 1990 – Five
- 1991 – Six - Deep in My Heart
- 1996 – Christmas in Vegas
- 1996 – Colours of Life
- 1998 – Blue Planet
- 1999 – D.I.S.C.O.
- 2000 – Strip Down
- 2001 – Locomotion
- 2008 – Forever Magic
- 2021 – Masquerade (Les Marionettes)

Singlar
- 1984 – "Get Lost Tonight"
- 1984 – "Chinese Eyes"
- 1984 – "Slice Me Nice"
- 1985 – "L.A.D.Y.O."
- 1985 – "Check It Out"
- 1985 – "Bolero (Hold Me In Your Arms Again)"
- 1986 – "Lady of Ice"
- 1987 – "China Blue"
- 1987 – "Latin Fire"
- 1987 – "Raving Queen"
- 1988 – "Flames of Love"
- 1988 – "Fools Cry"
- 1989 – "Angel Eyes"
- 1989 – "All My Loving" / "Running Man"
- 1989 – "No Tears"